# Oziris
Oziris (egip. Usir) prvotno je bio egipatski bog plodnosti, obilja i vegetacije, a potom i podzemnog svijeta. Njegov je grčki pandan Dioniz. U egipatskoj mitologiji Ozirisovo stradanje, smrt i uskrsnuće simbolizira izmjenu godišnjih doba.
Oziris je bio štovan u čitavom Egiptu, a najpoznatije mu je svetište bilo Abidos.

## Prikaz
Likovno je prikazivan u antropomorfnom obliku u stojećem ili sjedećem položaju na prijestolju. Ozirisovo lice prikazuje se u zelenoj boji, koja simbolizira vladavinu nad plodnošću i vegetacijom, u ruci drži i pastirski štap heka i flagellum neheh. Na glavi mu je izdužena kruna atef – simbol Gornjeg Egipta. Svi se ljudi nakon smrti poistovjećuju s Ozirisom.

## Oziris u egipatskoj mitologiji
Prema egipatskoj mitologiji Geb, bog Zemlje, i Nut, božica neba, imali su četvero djece: Ozirisa, Izidu, Neftis i Seta. Ta božanstva predstavljaju drugu generaciju bogova i među njima se odvija drama. Set ubija svoga brata Ozirisa, no Izida ga uskrsava. Međutim, Oziris ostaje s druge strane stvarnosti kao vladar svijeta mrtvih. Zatim se Horus, Ozirisov sin, bori sa zlim Setom za vladavinu nad Egiptom. Horus pobijeđuje i dobiva pridjevak „Osvetnik svoga oca“.
Kad je Oziris ubijen, nastala je smrt. Izida je uspjela pronaći njegovo tijelo te ga je sakrila u luci Biblos. Međutim, Set je rasjekao tijelo, a spolne organe bacio je u Nil gdje su ih pojele ribe leptodius, phagrus i oxyrhynchus. Izida je uspjela naći preostale dijelove, te ih je sastavila uz pomoć Anubisa (Anubis je izvanbračni sin Neftis i Ozirisa). Anubis je mumificirao svojeg oca i Oziris je uskrsnuo. Postao je vladar Duata, podzemnog svijeta i boravišta mrtvih. Njegova žena došla je k njemu i začela Horusa, boga sokola, što je prikazano u hramu u Denderi. Jedini izvor koji prenosi čitav mit jest antički autor Plutarh, no brojni fragmenti iz egipatskih izvora potvrđuju njegovu točnost.
Oziris je sudac na posljednjem sudu koji odlučuje tko može postati sudionik vječnog života u podzemnom svijetu.

## Oziris u grčko-rimskoj mitologiji
Ozirisov kult prodro je u Grčku u doba Aleksandra Velikog, a u Rim potkraj republike.
Oziris se može povezati s grčkim Dionizom, bogom vina i kazališta, jer je i Dioniz imao dva života – putovao je svijetom promičući kulturu vina. Plutarh je zato Ozirisa smatrao Dionizom. Prema jednoj verziji koju je sastavio, Set je u grčkoj mitologiji zmija Tifon. Oziris se povezuje i s Isusom zbog svojrg uskrsnuća. Isus je sin Boga Oca, a Oziris je sin Geba, "oca bogova" koji je imao brojne potomke, jer mu se uz zvijezde pripisuje da su mu djeca i Ra i Thoth. Grci su mit o Ozirisu i Izidi prilagodili grčkoj mitologiji, pa postoji i Ozirisov kip u helenskom stilu, a u Aleksandriji je pod vlašću Ptolomejevića stvoreno sinkretičko božanstvo Serapis, koje je objedinjavalo Ozirisove i Hadove karakteristike. Grci su Izidu smatrali jednakoj Demetri, njihovoj božici plodnosti, a Dioniz je bio njezin nećak. Također, ponekad su Grci smatrali da Izida više sliči Iji, božici pretvornoj u kravu, a to je mišljenje nastalo zato što je Izida ponekad imala rogove i Sunčev krug, pa bi se zamijenila za Hathor.[nedostaje izvor]

## Vanjske poveznice
|  | Zajednički poslužitelj ima još gradiva o temi Oziris |